# Kokinsaari (ö, lat 62,67, long 29,35)
Kokinsaari är en halvö i Finland. Den ligger i sjön Viinijärvi och i kommunen Libelits i den ekonomiska regionen  Joensuu ekonomiska region  och landskapet Norra Karelen, i den sydöstra delen av landet, 400 km nordost om huvudstaden Helsingfors.